# Grachten

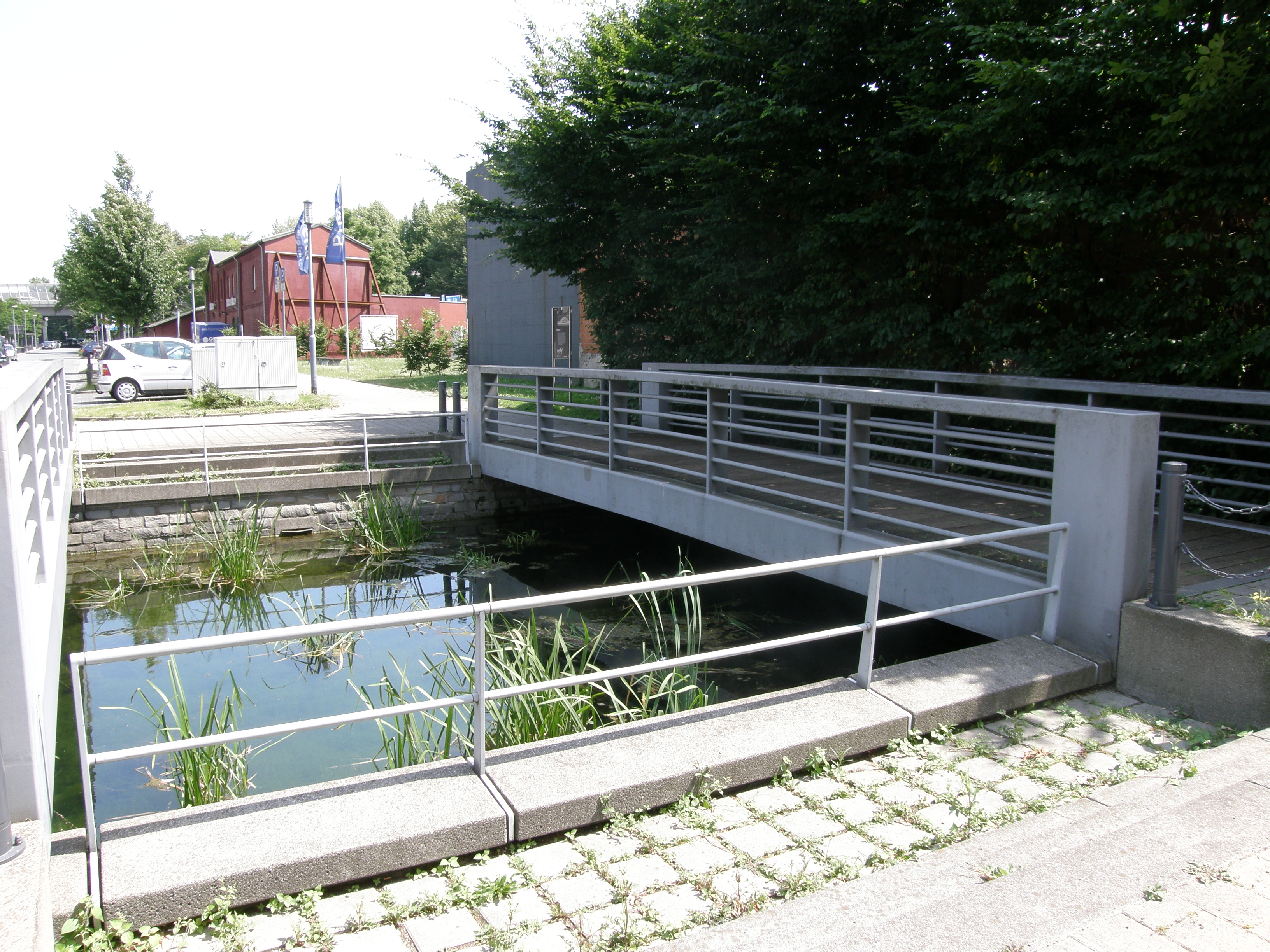
Das kurze Ende der Holzgracht

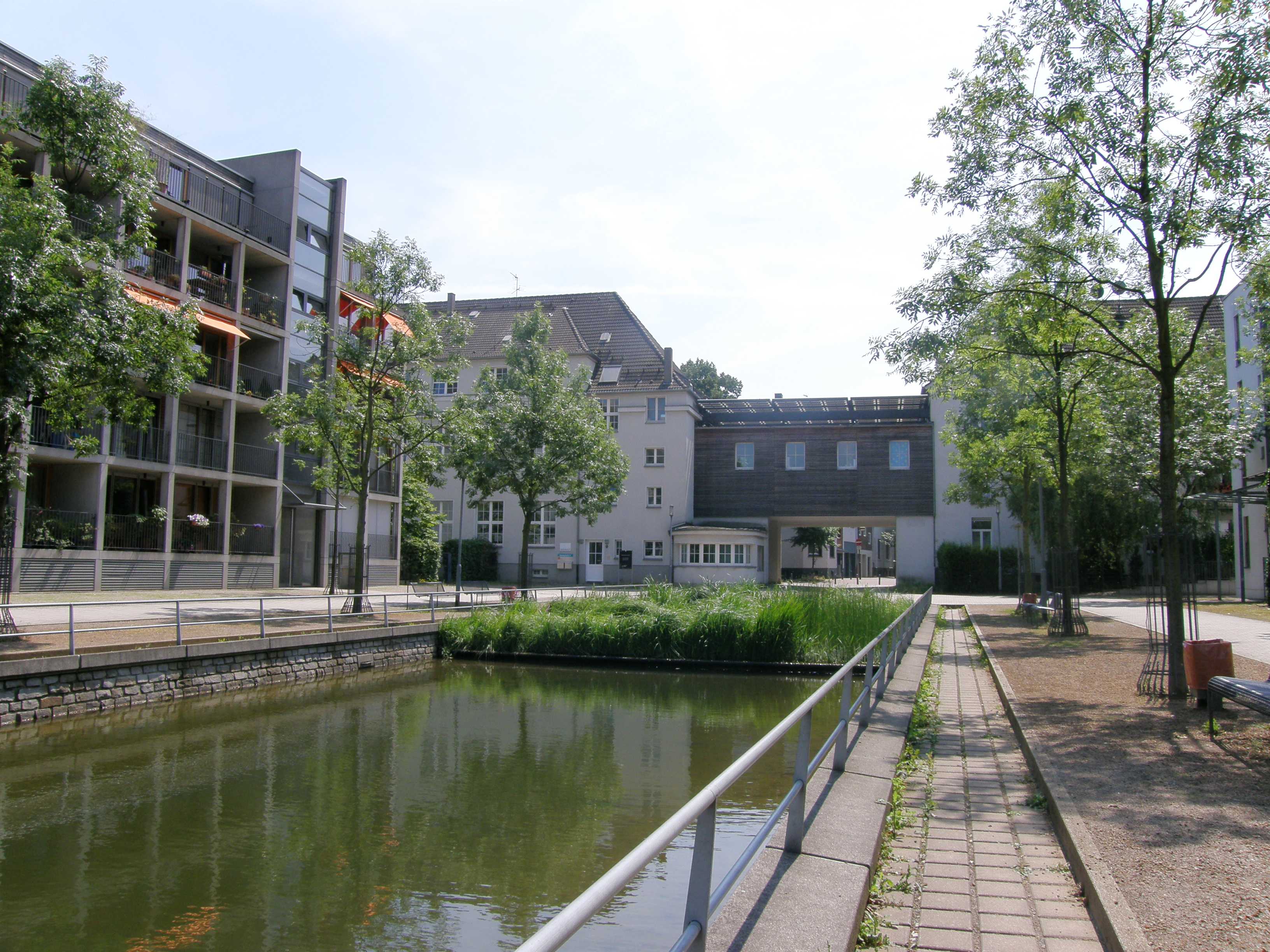
Hansegracht mit der Kindertagesstätte im Hintergrund

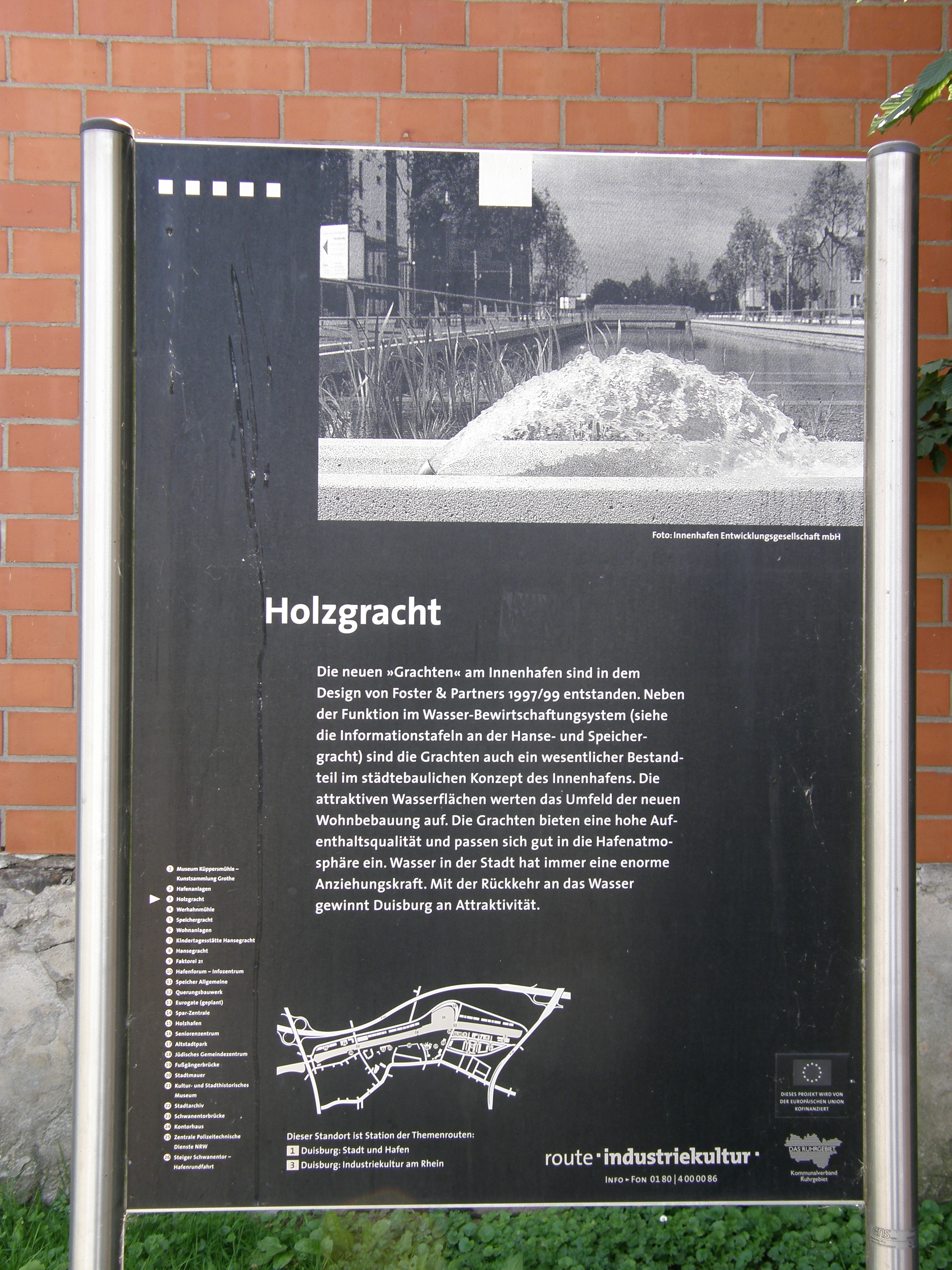
Infoschilder erklären die Funktion der Grachten

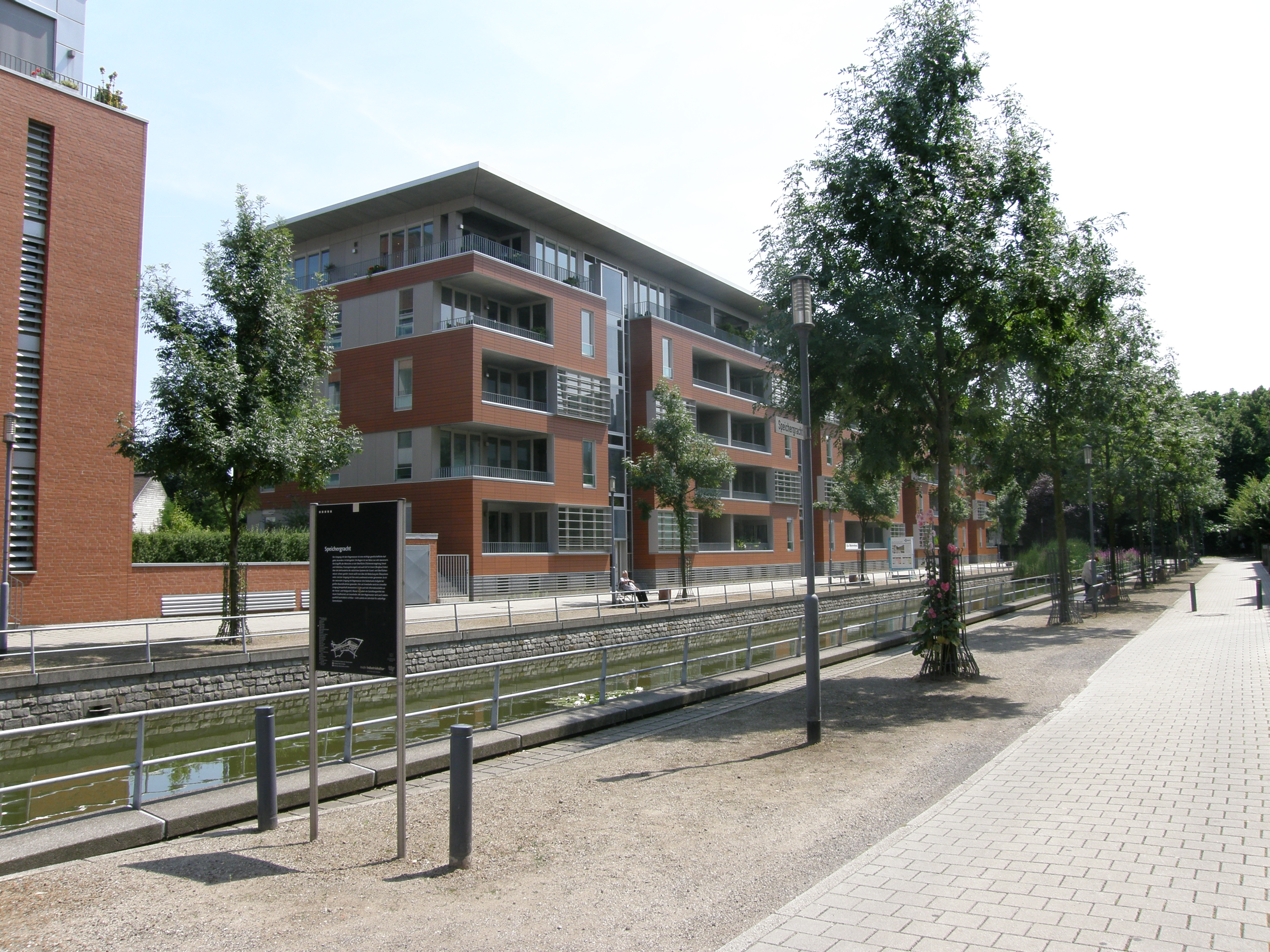
Wohnbebauung an der Speichergracht

Die Grachten in Duisburg sind ein städtebauliches und wassertechnisches Element im Masterplan des Architekturbüros Foster + Partners zum Umbau des Innenhafens und des Innenstadtbereiches. Zwei der Grachten sind fertig, eine dritte ist teilweise fertig, teilweise in Planung. Rund um die Grachten sind circa 500 verkehrsberuhigte Wohneinheiten in Blockbauweise entstanden.
Die Grachten sind Teil der Route der Industriekultur und liegen in unmittelbarer Nähe weitere Bauten: Museum Küppersmühle,  Werhahnmühle, Faktorei 21, Hafenforum und Speicher Allgemeine. 

## Wohnbebauung
Die maximal fünfgeschossigen Wohngebäude an den Grachten zwischen Philosophenweg und Stresemannstraße wurden 1987 beziehungsweise 1988 vom Stuttgarter Architektenteam Auer+Weber+Partner geplant und von der GEBAG (Duisburger Gemeinnützige Baugesellschaft AG) umgesetzt. Sie erhielten 2000 die „Auszeichnung vorbildlicher Bauten in NRW“ sowie 2002 den „Bauherrenpreis“ der Stadt Duisburg. Die Gebäude rund um den Philosophenhof wurden 1999 bis 2001 von der TreuHandStelle GmbH (THS) errichtet. Gebaut wurde auf dem Gelände der ehemaligen Tabakfabrik Böninger, die 1912 bis 1975 betrieben und anschließend noch als Lagerhalle benutzt wurde. Davon ist noch das Eingangstor und das Verwaltungsgebäude an der Stresemannstraße erhalten, im letzteren ist heute die Kindertagesstätte Hansegracht untergebracht. 
Die entstandenen Gebäude greifen die Blockstruktur des Umfeldes auf und sind trotzdem durch Treppenhäuser und andere Elemente als einzelne Wohneinheiten erkennbar. Weitere Elemente sind die begrünten Dächer, durchgequerte Wohnungen mit ca. zehn Metern Tiefe und Balkonen, Loggien oder kleinen Austritten sowohl auf der West- wie Ostseite, zurückgestaffelte Obergeschosse mit teilweise hervorspringenden Dächern, großflächige Fensterflächen und hell oder rötlich verputzte Wandflächen sowie offen belüftete Tiefgaragen. Die Erdgeschosswohnungen haben auf der Rückseite kleine Vorgärten, der öffentliche Raum um die Grachten ist verkehrsberuhigt, mit Baumreihen bepflanzt und als Kommunikationsraum gestaltet.
Der circa einen halben Hektar große, halböffentliche Innenhof westlich der Hansegracht, Philosophenhof genannt, wurde von dem niederländischen Landschaftsarchitekten Jörn Copijn als Park und Garten angelegt. Aus Altmaterialien der ursprünglichen Bebauung wurde als strukturierendes und beruhigendes Element rund um den zentralen Spielplatz eine organische Mauer mit Toren geschaffen.

## Wassertechnik
Die östliche Hafenfläche wurde im Rahmen des Masterplans durch eine Spundwand im Portsmouth Damm vom restlichen Hafen abgetrennt und mittels Versiegelung des Grundes zu einem künstlichen Binnensee aufgefüllt (26 m ü. NN). Um den Wasserstand halten zu können, muss das Niederschlagswasser der umliegenden versiegelten Flächen gezielt in das Becken geführt werden. Die künstlich angelegten Grachten sind hierfür Zwischenspeicher (27 m ü. NN) und Zulaufkanäle. In ihnen wird das Regenwasser der Dach- und Bodenflächen mittels Rohr- und offener Muldenleitungen gesammelt und durch Überläufe in das Hafenbecken geleitet. Überschüssiges Wasser kann an der Hafennordseite (die Grachten liegen an der Südseite) über ein Kiesbett versickern. Bei Trockenheit und zur Entschärfung des hohen Grundwasserspiegels wird durch einen solarbetriebenen Brunnen an der Hansegracht auch Grundwasser bereitgestellt, die jährliche Förderleistung beträgt 90.000 m³. Zur Vorklärung des zugeführten Wassers wurden an den Einleitungsstellen am südlichen Ende der Grachten Kleinbiotope angelegt.